# Liga Portuguesa Abolicionista
A Liga Portuguesa Abolicionista (LPA) (1926-1957) foi uma associação, constituída em 1 de setembro de 1926, com sede em Lisboa, que, visava combater a prostituição no país e o seu sistema regulamentarista em particular.

## Estatutos e Membros
Criada em 1926, a associação considerava que «a prostituição regulamentada era um erro higiénico, uma injustiça social, uma monstruosidade moral e um crime jurídico», favorecendo apenas aqueles que lucravam e exploravam as crianças, os jovens e as mulheres que eram escravos desse sistema, existindo cumplicidade ou conhecimento público e condenação moral da sociedade portuguesa que no entanto não intervinha ou condenava os reais culpados. Os seus estatutos afirmam-na «livre de qualquer escola filosófica, de qualquer confissão religiosa ou de qualquer partido político», defendendo «a máxima liberdade individual com a máxima responsabilidade no campo legislativo em matéria de costumes», «o princípio da moral única para ambos os sexos» e a «igualdade dos sexos perante a lei». Condenava «toda a medida de exceção sob o pretexto dos costumes».
Entre os seus membros mais activos destacaram-se o advogado, professor e presidente da associação Arnaldo Brazão, a notária e publicista Aurora Teixeira de Castro (1891-1931) e a médica e activista feminista Adelaide Cabete (1867-1935).

## Filiações
A Liga Portuguesa Abolicionista estava filiada no Conselho Nacional das Mulheres Portuguesas (CNMP) e federada na Federação Abolicionista Internacional, cujos princípios gerais acolhia.

## Congressos
Exercendo o seu ativismo através de várias campanhas de divulgação, petições, conferências, congressos e palestras de carácter social e científico, o primeiro congresso da LPA, intitulado Primeiro Congresso Nacional Abolicionista, teve lugar em agosto de 1926, e o segundo em maio de 1929.
Para o Segundo Congresso Nacional Abolicionista foram convidados, entre outros, Adolfo Lima, Agostinho Fortes, António Abranches Ferrão, Angélica Porto, Beatriz de Magalhães, Elina Guimarães, Emílio Martins Costa e Maria O'Neill.